# Frötangaror
Frötangaror (Sporophila), även kallade fröfinkar, är ett fågelsläkte inom ordningen tättingar som tidigare fördes till fältsparvarna men som nu placeras bland tangarorna. Flera av arterna placerades tidigare i släktet Oryzoborus och en i Dolospingus men DNA-studier visar att de är inbäddade i Sporophila. Släktet omfattar ett 40-tal arter som alla förekommer i Latinamerika, från allra sydligaste Texas till norra Argentina:
- Mustaschfrötangara (S. bouvronides)
- Vitkronad frötangara (S. lineola)
- Vitbukig frötangara (S. leucoptera)
- Papegojfrötangara (S. peruviana)
- Brunstrupig frötangara (S. telasco)
- Brun frötangara (S. simplex)
- Kastanjebröstad frötangara (S. castaneiventris)
- Dvärgfrötangara (S. minuta)
- Cerradofrötangara (S. nigrorufa)
- Svartkronad frötangara (S. bouvreuil)
- Gräddbukig frötangara (S. pileata)
- Rostfrötangara (S. hypoxantha)
- Svartstrupig frötangara (S. ruficollis)
- Kärrfrötangara (S. palustris)
- Rostkindad frötangara (S. hypochroma)
- Kastanjefrötangara (S. cinnamomea)
- Svartbukig frötangara (S. melanogaster)
- Tjocknäbbad frötangara (S. funerea) – placerades tidigare i Oryzoborus
- Kastanjebukig frötangara (S. angolensis) – placerades tidigare i Oryzoborus
- Nicaraguafrötangara (S. nuttingi) – placerades tidigare i Oryzoborus
- Stornäbbad frötangara (S. maximiliani) – placerades tidigare i Oryzoborus
- Ljusnäbbad frötangara (S. crassirostris) – placerades tidigare i Oryzoborus
- Svartnäbbad frötangara (S. atrirostris) – placerades tidigare i Oryzoborus
- Variabel frötangara (S. corvina)
  - "Svartbröstad frötangara" (S. [c.] ophthalmica) – urskiljs av vissa som egen art
- Grå frötangara (S. intermedia)
- Bandvingad frötangara (S. americana)
  - "Caquetáfrötangara" (S. [a.] murallae) – urskiljs av vissa som egen art
- Vithalsad frötangara (S. morelleti) – behandlades tidigare som underart till torqueola
- Kanelgumpad frötangara (S. torqueola)
- Vitsandsfrötangara (S. fringilloides) – placerades tidigare i Dolospingus
- Svartvit frötangara (S. luctuosa)
- Gulbukig frötangara (S. nigricollis)
- Svarthuvad frötangara (S. ardesiaca)
- Halsbandsfrötangara (S. caerulescens)
- Skifferfrötangara (S. schistacea)
- Bambufrötangara (S. falcirostris)
- Vitpannad frötangara (S. frontalis)
- Blygrå frötangara (S. plumbea)
- Tropeirofrötangara (S. beltoni)
- Rosthalsad frötangara (S. collaris)
- Vitstrupig frötangara (S. albogularis)
- Iberáfrötangara (S. iberaensis)